# Vasilij Borisov
Vasilij Fëdorovič Borisov (in russo Василий Фёдорович Борисов?; Majaky, 12 dicembre 1922 – Mosca, 21 agosto 2003) è stato un tiratore a segno sovietico, dal 1991 russo.

## Palmarès

### Olimpiadi
- 3 medaglie:
  - 1 oro (Melbourne 1956 nel fucile libero 300 metri tre posizioni)
  - 1 argento (Melbourne 1956 nel fucile 50 metri tre posizioni)
  - 1 bronzo (Roma 1960 nel fucile libero 300 metri tre posizioni)